# Transvaal (colonie)
Pour les articles homonymes, voir Transvaal (homonymie).
1877–1884
1902–1910
Entités précédentes :
- République sud-africaine du Transvaal
(1852-1902)

Entités suivantes :
- Province du Transvaal
 1910

La colonie du Transvaal (en anglais : Colony of the Transvaal) était le nom d'une colonie britannique sud-africaine de 1902 à 1910. Elle succédait géographiquement à la République sud-africaine du Transvaal. Constitutive de l'Union sud-africaine en 1910, elle devint la province du Transvaal.   

## Géographie
La superficie de la colonie du Transvaal est de 262 499 km2. Elle est bordée au sud par la rivière Vaal et au nord par le fleuve Limpopo, frontière naturelle avec la Rhodésie du Sud. Son chef-lieu est Pretoria, ancienne capitale de la république sud-africaine du Transvaal jusqu'en 1902 et capitale de l'Afrique du Sud à partir de 1910. 
Les principales autres villes de la colonie sont : Johannesburg, Pietersburg, Nelspruit, Krugersdorp, Louis-Trichardt, Tzaneen, Carletonville, Potchefstroom, Witbank, Nylstroom, et Vereeniging.

## Historique
À la sortie de la seconde guerre des Boers contre les Britanniques, le Transvaal est exsangue et vaincu. Le Traité de Vereeniging a placé l'ancienne République sud-africaine sous la souveraineté britannique avec le statut de colonie. 
Louis Botha, un général boer qui a gagné un grand prestige durant la guerre, se reconvertit dans la politique et avec  Koos de la Rey et Christiaan De Wet entreprend une tournée en Europe pour collecter des fonds afin de reconstruire économiquement le pays. Ils ne récoltent que 125 000 £ et pour convaincre le premier ministre britannique d'augmenter la somme, rédige un article persuasif où il expose tous les avantages qu'aurait l'Empire britannique à aider à la reconstruction des états boers vaincus. Peu de temps après, le parlement britannique débloque la somme de huit millions de livres pour aider à la reconstruction. Botha obtient également l'amnistie pour les rebelles boers du Cap et du Natal.
Revenu en Afrique du Sud, Louis Botha entreprend une politique de conciliation entre boers et britanniques. En 1903, cependant, ses revendications pour la parité de l'afrikaans et de l'anglais sont ignorées tout comme son opposition et ses avertissements à l'importation en Afrique du Sud de main d'œuvre asiatique. En mai 1904, avec Jan Smuts et d'autres vétérans boers, il crée un parti politique afrikaner, Het Volk (le peuple), suffisamment modéré pour séduire un électorat anglophone en prônant la réconciliation nationale et l'autonomie de l'Afrique du Sud.
En 1905, le parti a déjà reçu le soutien de plusieurs hommes d'affaires et peut se permettre de critiquer le système colonial imposé aux anciennes républiques boers. Après la victoire des libéraux au Royaume-Uni en 1905, Botha envoie Smuts à Londres négocier le principe de l'autonomie. En décembre 1906 la colonie du Transvaal et en juin 1907, celle de l'Orange, reçoivent enfin l'autorisation de former leur propre gouvernement. Le 4 mars 1907, Het Volk, qui rallie dorénavant des anglophones, remporte les élections du Transvaal et Louis Botha en devient le premier ministre.
Lors de la conférence impériale, il proclame la loyauté des Afrikaners à l'Empire et offre le diamant Cullinan au roi Édouard VII. En remerciement, il obtient une rallonge budgétaire de 5 millions de livres qui permet à Botha de créer une banque agricole d'aide aux fermiers, de développer le chemin de fer et d'introduire une éducation primaire gratuite. Mais il ne parvient pas à faire admettre l'afrikaans comme langue officielle à parité avec l'anglais.

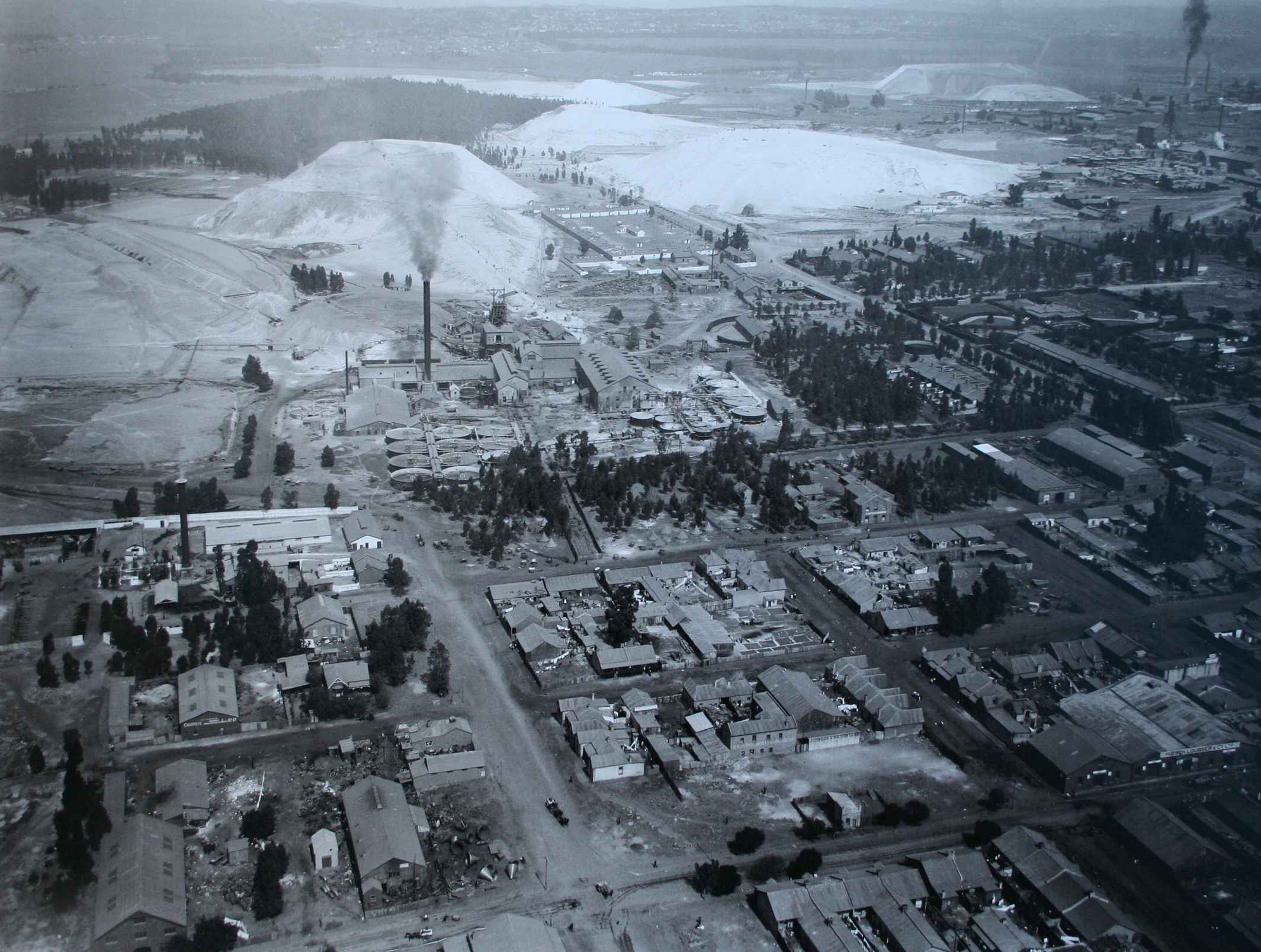
Mines d'or du Transvaal. photographie aérienne prise en 1911.

En octobre 1908, des centaines de délégués de toute l’Afrique du Sud vinrent participer à une conférence constitutionnelle à Durban consacrée à l'avenir politique de l'Afrique du Sud. Il s'agit de départager les partisans du régime unitaire, du régime fédéral, confédéral voire colonial. Plusieurs compromis furent adoptés grâce à l'entremise de Jan Smuts concernant le choix de la capitale sud-africaine (en fait trois capitales), les langues officielles (néerlandais et anglais) et même l’écartement standard des voies de chemin de fer. L'accord général est finalement adopté grâce aux délégués du Transvaal et retranscrit dans une résolution finale faisant figure de projet de constitution à l’été 1909, et approuvée à l’unanimité des délégués.
Le projet de constitution fut ratifié par le parlement du Cap, celui de l’Orange et du Transvaal. C’est par référendum qu’il fut approuvé au Natal.
Le 20 septembre 1909, un projet de loi, instituant en Afrique du Sud un régime parlementaire sur le modèle de Westminster, fut voté par le Parlement britannique. Le Roi Edward VII ratifia le South Africa Act et proclama la formation de l'Union de l'Afrique du Sud pour le 31 mai 1910, date symbolique correspondant à la fin de la seconde guerre des Boers. 
Le 31 mai 1910, le dominion de l'Union de l'Afrique du Sud était établi. Il comprenait l'ancienne colonie du Cap (rassemblée avec le Griqualand, le Stellaland et le Béchuanaland britannique), le Natal, l'État libre d'Orange et le Transvaal. 